# Dariusz Szostek
Dariusz Szostek – polski prawnik, radca prawny, doktor habilitowany nauk prawnych, profesor Uniwersytetu Śląskiego, specjalista w zakresie prawa i nowych technologii, w tym blockchain, smart contract, tokenizacji procesów, AI. Ekspert Obserwatorium AI Parlamentu Europejskiego w Brukseli.

## Życiorys
W 1997 ukończył studia prawnicze na Wydziale Prawa i Administracji Uniwersytetu Śląskiego, gdzie w 2003 na podstawie rozprawy pt. Czynność prawna a środki komunikacji elektronicznej otrzymał stopień naukowy doktora nauk prawnych w zakresie prawa, specjalność: prawo. Na podstawie dorobku naukowego oraz rozprawy pt. Nowe ujęcie dokumentu w polskim prawie prywatnym, ze szczególnym uwzględnieniem dokumentu w postaci elektronicznej uzyskał w 2013 na Wydziale Prawa, Administracji i Ekonomii Uniwersytetu Wrocławskiego stopień doktora habilitowanego nauk prawnych w zakresie prawa.
Był adiunktem w Śląskiej Wyższej Szkole Zarządzania im. gen. Jerzego Ziętka (Wydział Ekonomiczno-Społeczny; Katedra Ekonomii, Prawa i Polityki Społecznej) i pełnił w niej funkcję kierownika Katedry Ekonomii, Prawa i Polityki Społecznej. Zatrudniony jako profesor najpierw na Wydziale Prawa i Administracji Uniwersytetu Opolskiego, a od 2021 r. Uniwersytetu Śląskiego. W trakcie pracy na Uniwersytecie Opolskim opiekun ruchu studenckiego, a następnie koła naukowego prawa nowych technologii IusNet oraz jeden z inicjatorów cyklicznej konferencji Prawa Mediów Elektronicznych, odbywającej się na przemian we Wrocławiu, Opolu i Szczecinie. Założyciel Centrum Prawnych Problemów Techniki i Nowych Technologii. Po przejściu na Uniwersytet Śląski założyciel i kierownik Śląskiego Centrum Inżynierii Prawa, Technologii i Kompetencji Cyfrowych "CYBER SCIENCE", konsorcjum zrzeszającego Uniwersytet Śląski, Uniwersytet Ekonomiczny w Katowicach, Politechnikę Śląską oraz NASK. Członek komitetu programowego IGF Polska, które ułatwia współpracę różnych środowisk zainteresowanych kształtowaniem dyskusji dotyczącej zarządzania Internetem. Autor szeregu bestselerów wydawniczych w tym Blockchain and law (Nomos) i inne. Realizator dwóch grantów naukowych Horizon 2020: SHOP4CF oraz MAS4AI.
Wykonuje zawód radcy prawnego. 